# Братство Кольца (персонажи)
Бра́тство Кольца́ (англ. Company of the Ring, англ. Fellowship of the Ring) или Девять путников (англ. Nine Walkers) — вымышленная группа из девяти персонажей романа «Властелин колец» Джона Р. Р. Толкина, состоявшая из эльфа, гнома, двух людей, четырёх хоббитов и мага. Её именем назван первый том «Властелина колец». Число девять было выбрано в качестве противопоставления девяти Чёрным всадникам.
По мнению критиков, Толкин рассматривал «сообщество» как «идеальную модель для жизни». Браство Кольца состоит из разнообразных персонажей как в личном, так и в культурном плане, объединённых узами дружбы. Эта модель сильно отличается от типичного западного образа «одинокого героя». Братство Кольца сравнивали с артуровским орденом рыцарей Круглого стола.

## Контекст
Джон Р. Р. Толкин (1892—1973) был английским писателем и филологом, получившим наибольшую известность в качестве автора художественных произведений «Хоббит, или Туда и обратно», «Властелин колец» и «Сильмариллион».
Первый том «Властелина колец» под названием «Братство Кольца» был опубликован на английском языке 29 июля 1954 года. Второй том «Две крепости» был опубликован 11 ноября того же года, а 20 октября 1955 года вышел третий том — «Возвращение короля». «Властелин колец» получил огромную популярность в США в 1960-е годы, став явлением массовой культуры. С тех пор роман остаётся очень популярным, общий тираж проданных книг превышает 150 миллионов.

## Нарратив

Карта северо-западной части Средиземья в конце Третьей эпохи

Действие романа «Властелин колец» происходит в вымышленном мире Средиземья. Название книги содержит отсылку к главному антагонисту, Тёмному властелину Саурону, который в далёком прошлом создал Единое кольцо (Кольцо Всевластья), дарующее ему власть над другими кольцами власти, полученные людьми, гномами и эльфами, с целью покорения всего Средиземья. Действие романа начинается в Шире, стране хоббитов. Четверо хоббитов покидают Шир и направляются на восток, в эльфийскую крепость Ривенделл. Там проходит совет у Эльронда, на котором принимается решение уничтожить Кольцо. Сделать это можно только в Чёрной стране Мордор, в огне Роковой горы. Выполнить миссию вызывается хоббит Фродо Бэггинс. Эльронд выбирает ему компаньонов, которые становятся Братством Кольца. В Братство входят девять путешественников, представляющих разные свободные народы Средиземья: хоббиты Фродо, Сэм, Мерри и Пиппин, волшебник Гэндальф, эльф Леголас, гном Гимли, а также двое людей — Боромир (старший сын и наследник наместника Гондора) и Арагорн.
Братство Кольца выходит из Ривенделла, отправившись на юг. Попытка пересечь Мглистые горы через перевал Карадраса оказывается неудачной из-за непроходимо глубокого снега. Гэндальф решает продолжить путь через подземелья Мории. Братство входит в Морию через Западные врата, столкнувшись с нападением Водного Стража. В чертоге Мазарбул отряд находит могилу Балина и узнаёт из книги Мазарбул об уничтожении орками колонии гномов под его началом. На Братство нападают орки и тролли, а также Балрог — древний огненный демон Моргота. Гэндальф останавливает Балрога ценой собственной жизни: оба падают в пропасть с моста Кхазад-дум. Арагорн ведёт остальных членов Братства в эльфийский лес Лотлориэн, где путники отдыхают под защитой эльфийских владык Галадриэли и Келеборна.
Покинув Лориэн, члены Братства Кольцы плывут на лодках вниз по течению реки Андуин, пока не достигают Парт Галена, после которого находятся непроходимые на лодках водопады Раурос. Там Боромир, поддавшись жажде заполучить Кольцо, пытается силой отнять его у Фродо. Хоббиту удаётся уйти, надев Кольцо на палец и став невидимым. Наблюдая за тем, как чары Кольца влияют на его спутников, Фродо решает идти в Мордор в одиночку. Однако его замысел разгадывает Сэм, который следует за хозяином.
Отряд орков нападает на оставшихся членов Братства Кольца. Боромир защищает Мерри и Пиппина, но орки убивают его и берут в плен двух хоббитов. Арагорн, Гимли и Леголас устраивают Боромиру похороны, возложив его тело на лодку и отправив её вниз по течению Андуина, после чего отправляются в долгую погоню за орками, захватившими Мерри и Пиппина. Сэм и Фродо переправляются на другой берег Андуина и направляются в Мордор.
После многих трудностей им удаётся достичь Роковой горы. В конце концов Кольцо было уничтожено, после чего исчез и Саурон. Восемь оставшихся членов Братства воссоединяются в Минас Тирите, а затем вместе отправляются в Эдорас на похороны Теодена. Вблизи Ортанка они встречают Древоборода, после чего Гимли и Леголас направляются в Фангорн, а Арагорн объявляет, что их Братство подошло к концу.
| Раса   | Имя                | Описание                                 |
| ------ | ------------------ | ---------------------------------------- |
| Майа   | Гэндальф           | Маг, лидер и проводник Братства          |
| Эльф   | Леголас            | Принц Лихолесья                          |
| Гном   | Гимли              | Гном Эребора                             |
| Люди   | Арагорн            | Следопыт Севера, наследник трона Гондора |
| Люди   | Боромир            | Наследник наместника Гондора             |
| Хоббит | Фродо Бэггинс      | Носитель Кольца                          |
| Хоббит | Сэмуайз Гэмджи     | Слуга и садовник Фродо                   |
| Хоббит | Мериадок Брендибак | Наследник главы Бакленда                 |
| Хоббит | Перегрин Тук       | Наследник тана Шира                      |

## Анализ

### Тема сообщества
Писатель Ариэл Литтл из «Инклингов» писала, что Толкин рассматривал «сообщество» (англ. community) как «идеальную модель для жизни». Предпочитаемый им тип сообщества, как видно по Братству Кольца, отличается разнообразием как в культурном, так и в личностном аспекте, а его члены объединены дружбой, полагаясь на сильные стороны каждого для достижения общих целей. Противоположностью этому является «злое сборище», которое является «однородным, диссонирующим и крайне индивидуалистичным». Литтл заметила, что эта модель радикально отличается от западного квеста одинокого героя. Христианский теолог Ральф Си Вуд подчеркнул, что «величие девяти путников» состоит в ограниченности их возможностей и достижений, «их сила — в их слабости, в сплочённости как группы, не желающей обладать контролирующей властью над другими». Ребекка Манро отметила, что в Братстве никто не действует в одиночку, не полагаясь на действия других. Литтл добавила, что даже после того, как Братство формально распалось (в Парт Гален), оно полностью не исчезло, разбившись на три малые группы (Фродо и Сэм, Мерри и Пиппин, Арагорн—Леголас—Гимли), действующие сообща.

Девять путников против девяти всадников: свободное Братство Кольца противопоставлено девяти рабам-назгулам

Мартина Юричкова отметила, что Толкин чаще использовал термин company («компания», «группа»), чем fellowship («братство», «товарищество»): первый вариант встречается в романе более 130 раз, второй — только 9 раз. По её мнению, Толкин, будучи филологом, хорошо понимал этимологии этих терминов и небольшие различия в смысле. «Компания» и «компаньон» происходят от латинского слова companio (con — «с», panis — «хлеб», получается «человек, который разделяет с тобой хлеб», то есть спутник в путешествии или член группы, объединённой общей целью). Fellow («собрат», «товарищ») происходит от древнеанглийского слова feolaga, означавшего «партнёра» в общей авантюре или начинании. Слово fellowship также предполагает дружбу, а не просто «компаньонов» (возможно, случайных) в общем пути.

### Связи с легендами о короле Артуре

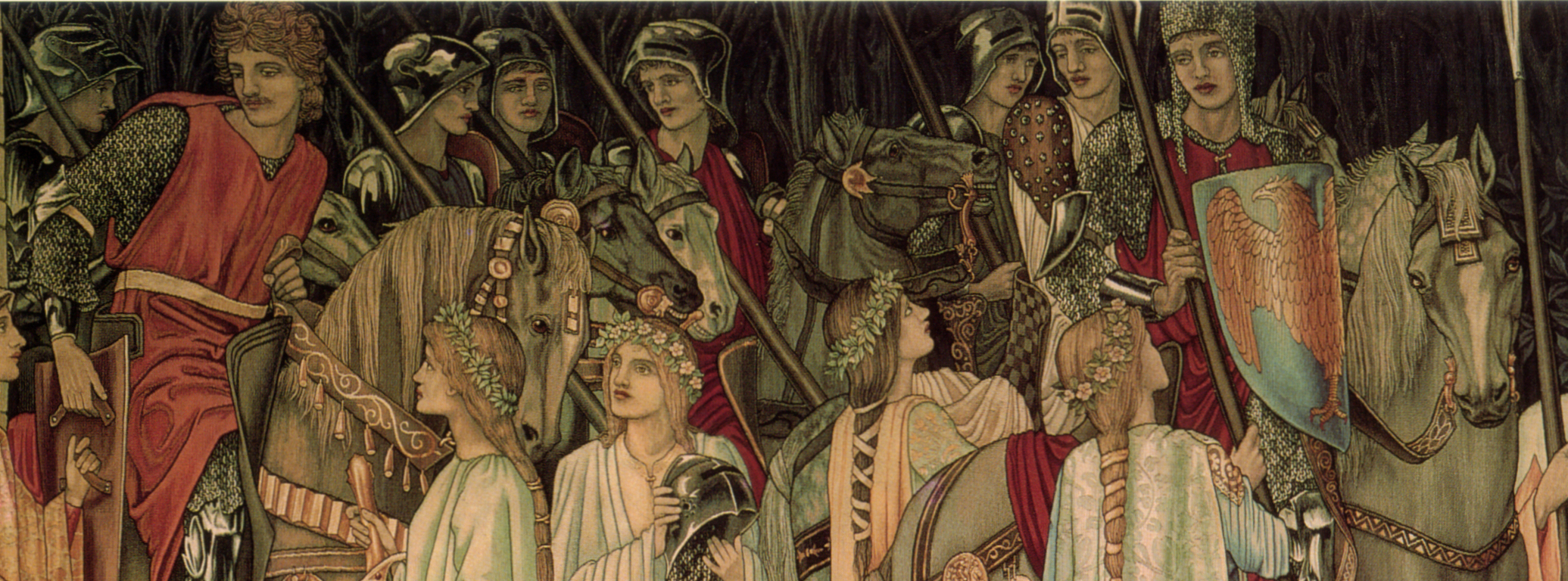
Филологи сравнили Братство Кольца с Рыцарями круглого стола

Толкиноведы отметили, Толкин критиковал мифы о короле Артуре и негативно отзывался о явных упоминаниях в них христианских тем. При этом есть много параллелей между артурианой и произведениями Толкина. Лаура Гальвес-Гомес сравнила Братство Кольца с орденом Рыцарей круглого стола. В обеих случаях есть «избранный герой, несущий бремя», есть «мономиф», есть вернувшийся король с даром целительства, есть его спутник-волшебник, есть вероломный рыцарь и «герой без придворных манер», который в итоге становится рыцарем".
| Элемент                                       | Братство Кольца                                  | Рыцари круглого стола                                |
| --------------------------------------------- | ------------------------------------------------ | ---------------------------------------------------- |
| Объединяющий символ                           | Единое кольцо Всё Средиземье                     | Круглый стол Равенство, верность, дружба             |
| Вернувшийся король                            | Арагорн воспитан эльфами наследует мечь Андуриль | Король Артур воспитан феями наследует меч Экскалибур |
| Волшебник, советник короля                    | Гэндальф Митрандир                               | Мерлин Мирддин                                       |
| Носитель бремени                              | Фродо Бэггинс Носитель Кольца                    | Галахад или Персиваль Рыцарь Святого Грааля          |
| Самый верный рыцарь                           | Сэм Гэмджи                                       | Бедивер                                              |
| Рыцарь-предатель                              | Боромир                                          | Агравейн, Мордред                                    |
| Малый рыцарь                                  | Мериадок Брендибак                               | Мериадок                                             |
| Лишённый придворных манер, становится рыцарем | Перегрин Тук                                     | Персиваль                                            |

## В адаптациях

Члены Братства Кольца в фильме Питера Джексона «Властелин колец: Братство Кольца». Слева направо: (верхний ряд) Арагорн, Гэндальф, Леголас, Боромир, (нижний ряд) Сэм, Фродо, Мерри, Пиппин, Гимли

Все члены Братства Кольца присутствуют в фильме Питера Джексона «Властелин колец: Братство Кольца» (2001). Подбор актёров на роли был высоко оценён критиками. Ниже представлены актёры, сыгравшие членов Братства:
- Элайджа Вуд — Фродо
- Иэн Маккеллен — Гэндальф Серый
- Вигго Мортенсен — Арагорн
- Шон Бин — Боромир
- Орландо Блум — Сэм
- Доминик Монаган — Мерри
- Джон Рис-Дэвис — Гимли
- Орландо Блум — Леголас
- Билли Бойд — Пиппин

Толкиноведы разделились в оценках экранизации Джексоном «Властелина колец», но даже те, кто негативно оценил его фильмы, похвалили визуальные эффекты, костюмы, декорации и операторскую работу, а также подбор актёров. Актёры, сыгравшие хоббитов и гнома, были визуально уменьшены в размере по сравнению с другими членами Братства, чтобы соответствовать описанию Толкина.

## Комментарии
1. ↑  В других переводах — «Товарищество Кольца», «Содружество Кольца», «Дружество Кольца», «Хранители».
2. ↑  Один из спутников Бильбо в повести «Хоббит».